# Obödienz (Kirchenvermögen)
Obödienz (lateinisch: obedientia, auch: oboedientia: „Gehorsam, Anhang“; von oboediens: „gehorsam“) oder Oblei (lateinisch: oblatio) ist ein kirchliches Sondervermögen, das meist durch eine Schenkung an ein Kollegiatstift oder Domkapitel entstanden ist. Obödienzen gehören nicht zum Stiftungsvermögen und stehen daher meist unter der getrennten Verwaltung eines Einzelnen, z. B. eines Mitglieds der genannten Kirchen.
So war beispielsweise das oberfränkische Pettstadt eine Oblei des Bamberger Domkapitels, das damit zugleich Dorf-, Gemeinde- und Lehensherr war, und Aschfeld Oblei des Würzburger Domkapitels.
Ein eigenes Obleibuch (Liber oblationum Inticensis) wurde auch vom Stift Innichen angelegt; die Verschriftlichung aus dem frühen 14. Jahrhundert geht ihrerseits auf eine Vorlage gleicher Konzeption des 12. Jahrhunderts zurück und erfüllte zugleich die Funktion eines Gesamturbars.